# شتيفاني شيلر
شتيفاني شيلر (بالألمانية: Stephanie Schiller) هي مجدفة ألمانية ولدت في يوم 25 يوليو 1986 في مدينة بوتسدام، أبرز إنجازاتها هو فوزها بالميدالية البرونزية في دورة الألعاب الأولمبية الصيفية 2008 في بكين في مسابقة التجديف الرباعي، كما فازت بالميدالية الذهبية في بطولة العالم.